# Clevelander Abkommen

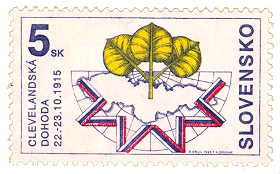
Das Clevelander Abkommen auf einer slowakischen Briefmarke

Das Clevelander Abkommen (tschechisch und slowakisch: Clevelandská dohoda) ist das erste gemeinsame schriftliche Dokument, in dem Vertreter von Tschechen und Slowaken eine Zusammenarbeit im Kampf für die Selbstbestimmung ihrer Völker vereinbarten und die Forderung nach einem gemeinsamen föderalen Staat stellten. Das Abkommen wurde in Cleveland am 22. Oktober 1915 zwischen dem Tschechischen Nationalverband (České národní sdružení) und der Slowakischen Liga (Slovenská liga) geschlossen. Das waren Dachorganisationen tschechischer bzw. slowakischer Landsmannschaften in den USA. Das Clevelander Abkommen wurde am 31. Mai 1918 durch das Pittsburgher Abkommen ersetzt.
Die Kernforderung der slowakischen Seite und ihre Bedingung für eine Zusammenarbeit mit den Tschechen war eine föderale Ordnung des gemeinsamen Staates, in dem die Slowaken eine Selbstverwaltung und volle Autonomie erhalten. Diese Forderungen wurden in der Tschechoslowakischen Republik später nicht erfüllt.
Für den Tschechischen Nationalverband unterschrieben sein Vorsitzender Ludvík Fisher (1880–1945) und Sekretär Josef Tvrzický-Kramer (1884–1920). Für die Slowakische Liga unterschrieben ihr Vorsitzender Albert Pavol Mamatej (1870–1923) und Sekretär Ivan Daxner (1860–1935).
Die gemeinsamen Forderungen des Abkommens wurden in einem Fünf-Punkte-Programm zusammengefasst.
| Clevelander Abkommen Der Tschechische Nationalverband in Amerika und die Slowakische Liga in Amerika haben – um ein gemeinsames Handeln und ein einheitliches Vorgehen zur Erreichung der politischen Freiheit und Unabhängigkeit des tschechischen und des slowakischen Volkes zu ermöglichen – ein Abkommen auf den Grundsätzen des folgenden Programms geschlossen: 1. Selbstständigkeit der tschechischen Länder und der Slowakei. 2. Verbindung der tschechischen und der slowakischen Nation in einer föderalen Staatenunion mit voller nationaler Autonomie der Slowakei, mit einem eigenen Parlament, eigener Staatsverwaltung, vollständiger kultureller Selbstständigkeit, also auch mit vollständigem Gebrauch der slowakischen Sprache, mit eigener finanzieller und politischer Verwaltung, mit slowakischer Staatssprache. 3. Wahlrecht: universell, geheim und direkt. 4. Regierungsform: Personalunion mit einer demokratischen Staatsordnung, ähnlich wie in England. 5. Diese Punkte bilden die Grundlage eines bilateralen Abkommens und dürfen nur im gegenseitigen Einvernehmen ergänzt oder erweitert werden. Der Tschechische Nationalverband behält sich das Recht auf mögliche Änderungen vor und das gleiche Recht hat auch die Slowakische Liga. Cleveland, Ohio, den 22. Oktober 1915 |

In weiteren Bestimmungen des Abkommens vereinbarten beide Seiten unter anderem einen finanziellen Fonds für die gemeinsame Aktion einzurichten und einen Ausschuss für Verhandlungen mit den Südslawen zu bilden.